# Давид Дамјановић
Давид Дамјановић (Голубић, 18. март 1921 — Шервил, 28. фебруар 2018) био је српски књижевник и четнички командант Голубићког батаљона Динарске дивизије за време Другог светског рата.

## Биографија
Рођен је у далматинском селу Голубић, код Книна, 18. марта 1921. године од оца Николе и мајке Милице (рођ. Јерковић). Други светски рат га је затекао као младића. Придружио се устанку Срба на Динари чим је избио 27. јула 1941. године.
Краљ Петар Други септембра 1949. године Давида одређује у групу специјалаца која је требало да се пребаци на територију Југославије и извештава о правом послератном стању у земљи. Издајом неких веза у околини Загреба бива ухапшен и осуђен на смрт. Казна је потом смањена на доживотну робију а потом на двадесет година од којих је издржао пуних шеснаест и, измучен, преживео страхоте сремскомитровачког затвора. Одмах по изласку из затвора 1965. године вратио се у родно село и, под сталном присмотром, покушао да се врати у нормалан живот. Оженио се својом девојком Јоком а Бог их је подарио сином Николом и ћерком Милицом. Под ванредним околностима успева да добије пасош и оде у посету брату од стрица Луки Дамјановићу у Ист Чикаго 2. августа 1970. године и ту остаје, тражећи од председника Никсона дозволу која је усвојена. Потом успева да и породицу доведе код себе и од тада никада више није крочио на тло своје земље. Супруга Јока се убрзо тешко разболела и умрла, а Давид је одгајио своју децу великим трудом и упорношћу. Потом је своје позне дане провео у браку са Радојком.
Био је главни и одговорни уредник листа „Србија” (званичног органа Покрета српских четника Равне Горе) од 1989. до 2009. године.
Преминуо је 28. фебруара 2018. године у Шервилу, у америчкој држави Индијана. Сахрањен је на гробљу „Калумет парк” у Меривилу.

## Објављене књиге
- „Кроз крв, јауке и сузе”
- „Живот и доживљаји”
- „Родослед племена Павићи”
- „Командант Лазина”
- „Моја животна стаза”
- „Пјесма ми је наду одржала”
- „Буди ти сине добар, а све што дође то и прође”
- „70 година тешке борбе – оружјем, пером и живом речју 1941-2011”
- „Неочекивана признања”
- „О дјетињству и раној младости”